# Cosmic Osmo and the Worlds Beyond the Mackerel
Cosmic Osmo and the Worlds Beyond the Mackerel est un jeu vidéo d'aventure développé et édité par Cyan Worlds, sorti en 1990 sur Mac. Il a été porté sur Windows en 2008 à la suite du partenariat entre Gametap et Cyan Worlds.
Il a pour suite Cosmic Osmo's: Hex Isle.

## Accueil
MacUser a donné au jeu le Prix du meilleur programme de divertissement en 1990.